# سنجاب کوه کاروتر
سنجاب کوه کاروتر (نام علمی: Funisciurus carruthersi) نام یک گونه از سرده سنجاب نواری آفریقایی است.